# Fylkesväg 895
Fylkesväg 895 (norska: Fylkesvei 895) är en primär fylkesväg i Tana kommun i Finnmark fylke i norra Norge som går mellan byn Skiippagurra och finska gränsen vid Polmak. Vägen är 18,5 kilometer lång och asfalterad.
Vägen ansluter till:
- Europaväg 6/Europaväg 75 (vid Skiippagurra)
- Regionalväg 970 i Finland (vid Polmak)